# Charley’s Aunt (pel·lícula de 1925)

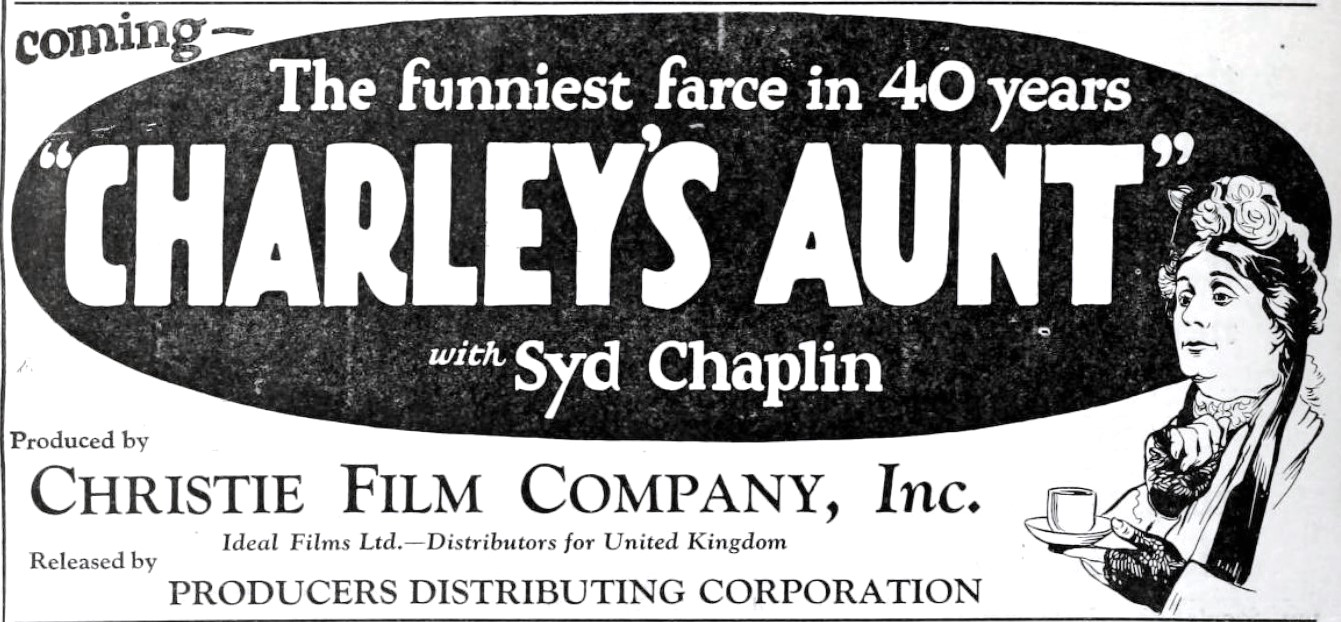
Propaganda de la pel·lícula

Charley’s Aunt és una pel·lícula muda dirigida per Scott Sidney i protagonitzada per Syd Chaplin i Ethel Shannon. Basada en la peça teatral homònima de Brandom Thomas (1892), la pel·lícula es va estrenar el 2 de febrer de 1925. D'aquesta peça teatral se n'han fet moltíssimes versions entre les quals destaquen la de la Columbia del 1930, i la de la Twentieth Century-Fox del 1941.

## Argument
Sir Fancourt Babberly, coneguta pels amics com Babbs, és un estudiant de la Universitat d'Oxford. Dos dels seus amics, Charley and Jack, es volen declarar i per això conviden les seves noies a dinar prometent que la tieta d'en Charley, que ve del Brasil, hi serà per fer de carabina.
La tieta, Donna Lucia, no arriba i com que Babbs va disfressat de vella perquè ha de participar en una obra li demanen si-us-plau que es faci passar per ella. Mr. Spettigue, el tutor de les noies apareix per sorpresa així com també el pare de Jack. Els dos homes comencen a flirtejar amb la “tieta d'en Charley” creient que és una dona molt rica. En aquell moment apareix Donna Lucia però amaga la seva identitat i també Ela, la xicota d'en Babbs. Babbs accepta la proposta de matrimoni de Spettigue la "tieta d'en Charley" i així aconsegueix que aquest beneixi el casament de les dues noies amb Jack i Charley. Aleshores, Babbs descobreix la seva identitat i es declara al seu amor. El pare d'en Jack també es declara a la tieta la qual havia estat un amor de joventut.

## Repartiment
- Syd Chaplin (Sir Fancourt Babberley)
- Ethel Shannon (Ela Delahay)
- James E. Page (Mr. Spettigue)
- Lucien Littlefield (Brasset)
- Alec B. Francis (Mr. Delahay)
- Phillips Smalley (Sir Francis Chesney)
- Eulalie Jensen (Donna Lucia, tia d'en Charley)
- Priscilla Bonner (Kitty Verdun)
- David James (Jack Chesney)
- James Harrison (Charley Wykeham)
- Mary Akin (Amy Spettigue)

## Producció
La Christie Film Co. va adquirir els drets per poder produir una versió de l'obra teatral a la vídua de Brandom Thomas per 100.000 dòlars, una quantitat respectable però que es justificava per l'èxit que en el seu moment havia obtingut l'obra teatral. La primera elecció va ser la de l'actor principal que va recaure amb Syd, germà de Charles Chaplin i posteriorment es va contractar el director i la resta de repartiment. James E. Paige ja havia interpretat el personatge de Spettigue en la darrera versió teatral anglesa. La producció va començar l'octubre de 1924. El rodatge havia acabat per gener de 1925 però Mrs. Thomas havia de donar la seva aprovació per lo que es va enviar una còpia a Anglaterra abans de poder-la estrena, cosa que es va produir el 8 de febrer essent un gran èxit de crítica i públic.